# Tramaca
Tramaca es una empresa chilena de transportes con sede en Antofagasta.

## Historia
Tramaca fue fundada bajo el nombre de Transportes Macaya, Cavour y Cía Ltda. en 1941 por Ismael Macaya y Julio Enrique Cavour Mejias, a raíz del inicio de la producción minera en Chuquicamata, Chile bajo el nombre de CHILEX Chile Exploration Company y que fundamentalmente desarrollaba el transporte de su personal, en una góndola Ford Modelo 1946 (la Cafetera).
Con el tiempo, la empresa fue variando en los servicios que prestaba, aunque mantuvo la prestación de servicios de transporte de personal de empresas mineras.
En 1985 poseían más de 100 modernos buses marca Mercedes Benz fabricados en Brasil modelos O-364, O-370RS y O-370RSD, Van Hool/Pegaso 5035N de origen español, buses MCI Coach de origen estadounidense, un Neoplan Skyliner alemán alquilado a Buses Brach por un corto tiempo y 15 camiones Mercedes Benz Modelo 2232 que transportaban mercadería y otro tipo de encomiendas, recorrían el Norte chileno desde Santiago de Chile hasta Arica en el extremo norte del país. Con el paso del tiempo llegó a ser una de las empresas más grandes del norte del país, junto con empresas como Flota Barrios, Pullman Bus, Buses Géminis, etc. Dentro de sus clases de servicio se encontraban los salones Turista, Semi-Cama y Salón Cama.
A comienzos de 1996, Tramaca expandió sus servicios hacia el sur del país cubriendo de Arica a Puerto Montt.
Dentro de los tipos y modelos de buses y minibuses que poseyó en sus casi 60 años de operación se encontraban:
- Mercedes Benz O-321H, O-302, O-309, O-355, O-364, O-370RS, O-370RSD, O-371R, O-371RS, O-371RSD, O-371RSL, O-400RS y O-400RSL.
- Marcopolo Paradiso GV 1450/Volvo B-10M.
- Marcopolo Paradiso GV 1150 con chasís Mercedes Benz O-400RSD y O-371RSD; Volvo B-10M y B-12.
- Marcopolo Viaggio GV 1000/Volvo B-58E.
- Marcopolo Viaggio GV 850 con chasis Mercedes Benz OF-1318 y OF-1620.
- Marcopolo Viaggio GIV 1100/Scania K-112, éstos fueron comprados usados a Tur-Bus a mediados de los 90.
- Marcopolo Senior GV/Mercedes Benz LO-814 para faenas mineras.
- Busscar Jum Buss 360T/Mercedes Benz O-400RSE, más conocido como Tramaca VIP. Bus-Oficina para el transporte de los altos ejecutivos de compañías mineras.
- Busscar Jum Buss 340 con chasis Mercedes Benz O-371RS y O-400RSE.
- Busscar El Buss 340/Mercedes Benz O-400RSE.
- Busscar El Buss 320 con chasis Mercedes Benz OF-1620 y OF-1318.
- CASA InterBus/DIMEX 433-160 de fabricación mexicana para faenas mineras.
- Ford Econoline E-350 Diesel para faenas mineras.
- Metalpar Llaima con Chasis Mercedes-Benz 708-E

## Empresas que constituyeron el Holding Tramaca en su apogeo (1988-1998)
- Tramaca S.A: Gestionaba el transporte regular de pasajeros entre Arica y Santiago de Chile además del servicio internacional Antofagasta-Salta, Argentina
- Longitudinal Sur: Empresa del Holding Tramaca que gestionaba el transporte regular de pasajeros entre Santiago de Chile y Valdivia
- Tramaca Ltda: Gestionaba el transporte privado de personal y servicios de transportes turísticos.
- Tramaca Cargo Ltda: Gestionaba el transporte de encomiendas y carga mayor con una moderna flota de camiones marca Freightliner, Mercedes Benz, AB Volvo e Iveco
- Tramaca Services: Gestionaba el transporte privado de correspondencia y paquetería.
- Además operaron la franquicia en Chile de la empresa BudGet Rent a Car.

## Destinos nacionales de Tramaca S.A. - Longitudinal Sur

### Zona Norte
- Arica
- Iquique
- Pozo Almonte
- Tocopilla
- María Elena
- Pedro de Valdivia (hasta 1996)
- Chuquicamata
- Calama
- Sierra Gorda
- Baquedano
- Antofagasta
- Tal-Tal
- Chañaral
- El Salado
- Diego de Almagro
- Llanta
- El Salvador
- Potrerillos
- Copiapó
- Caldera
- Vallenar
- La Serena
- Coquimbo
- Ovalle
- Los Vilos
- La Calera

### Zona Centro
- Santiago:
  - Terminal San Borja,
  - Las Torres de Tajamar
  - Terrapuerto Los Héroes
  - Terminal Norte (hasta 1994)
  - Terminal Sur
- Valparaíso
- Viña del Mar
- Quilpué
- Villa Alemana

### Zona Sur
- Temuco
- Villarrica
- Pucón
- Valdivia
- Osorno
- Puerto Montt.

## Quiebra
Todos sus servicios se mantuvieron con relativa normalidad entre 1998 (cuando se declaró la quiebra) hasta marzo de 2000 cuando la empresa fue cerrada por parte del Síndico de Quiebras Sr. Juan Carlos Saffie para proceder a liquidarla. Su maquinaria, propiedades, y acciones fueron vendidas por medio de paquetes y adquiridas por distintas empresas, dentro de las que se encuentra Tur Bus, Pullman Bus, Flota Barrios, Buses Géminis, etc.
Es importante hacer notar que la familia González Molina (dueños y accionistas) vendieron la mayor parte de Tramaca a un consorcio norteamericano en 1998, ya cuando se dejaba sentir la recesión económica que asoló a Chile hasta el año 2002, quienes sin saberlo asumieron una deuda millonaria con la banca y proveedores de la región la cual no supieron administrar, contratando a ingenieros y gerentes incapaces de reflotar a Tramaca. Del punto de vista estratégico, la movida de los González fue genial debido a que no perdieron su patrimonio, haciendo caer a los norteamericanos. Sin embargo, si el cuerpo de gerentes hubiera sido conocedor del rubro y con visión habrían rescatado solamente los contratos con importantes mineras, respaldado por estudios realizados por jóvenes ingenieros contratados en su momento. Por algo la empresa estuvo trabajando durante casi 2 años bajo "Continuidad de Giro" ya que siempre se pensó que era viable su continuidad bajo la intervención de la Sindicatura de Quiebras, dependiente del Poder Judicial chileno .[cita requerida]

## Actualidad
El grupo Linsa Tramaca tras la quiebra de la antigua Tramaca S.A, ha reflotado la empresa a través de sus antiguos dueños, la familia Gonzaléz Molina, por medio de la empresa matriz Linsa, siendo Tramaca una filial que se desempeña en servicios de transporte de personal a empresas y servicios turísticos, centrados en Antofagasta y bajo la razón social RENTCAL LTDA. (Rentaequipos Calama LTDA.)
Hoy en día la empresa Linsa Tramaca es una de las empresas más especializada en el rubro en logística, transporte y servicios de minería, siendo considerada esta, como la mejor empresa del rubro.

## Flota actual de Tramaca
- Irizar PB 3.70/Mercedes Benz O-500RS/1836, usado para el transporte de ejecutivos de Minera Escondida Ltda.
- Irizar Century 3.70 y Century 3.50 con chasis O-500RS/1836 y OC-500RF/1842; Volvo B-9R.
- Irizar i6 con chasis Mercedes-Benz OC 500RF/1842, MAN 18.440.
- Volare W-8 - Agrale MA-8.5TCA.
- Mercedes-Benz Sprinter modelo 515CDI.
- Marcopolo Viaggio 1050 G7 - Mercedes Benz OC 500 RF